# Torre del Reloj (Belchite Viejo)
La Torre del Reloj en Belchite Viejo (Provincia de Zaragoza, España) es una torre de estilo mudéjar, datable a finales del siglo XV. Se encuentra actualmente en estado de ruina debido a los efectos de la guerra civil española durante la Batalla de Belchite así como al posterior abandono del pueblo. 

## Características
Está construida totalmente en ladrillo y originalmente presentaba planta cuadrada, estructura de alminar almohade, con machón central hueco, y dos cuerpos en altura más un remate de forma piramidal. Los bombardeos ocasionaron la pérdida del remate y del segundo piso, que cumplía función de cuerpo de campanas. Actualmente el primer piso sólo conserva decoración en su parte superior, observándose diversos frisos de esquinillas al tresbolillo y de cruces de varios brazos formando rombos. El reloj que le daba nombre fue colocado en el siglo XVIII, rompiendo para ello un vano geminado de medio punto. 
Ha sido declarado Bien de Interés Cultural
En el año 2002, el Gobierno de Aragón encargó al estudio BAU (Borobio, Arquitectura y Urbanismo) su restauración. Los objetivos fundamentales planteados en el proyecto fueron la estabilización del desplome de la torre, su refuerzo estructural, la reparación de la escalera y de su núcleo central y, sobre todo, la consolidación y el cierre superior del monumento para que la lluvia no siguiera afectando negativamente a su conservación.
La acertada intervención arquitectónica, de corte contemporáneo, respeta los restos originales y hace que destaquen, a simple vista, los valores históricos y artísticos del monumento.